# Dvärgkvalster
Dvärgkvalster (Tarsonemidae) är en familj av små kvalster med varierande födovanor, vissa arter lever på alger, svampar eller växter, varav några arter är skadedjur på kulturväxter, medan andra arter är parasiter på insekter eller rovlevande. Dvärgkvalster mäter som fullvuxna 0,1-0,3 mm i längd, honorna blir större än hanarna. Det finns tre underfamiljer och omkring 530 arter fördelade på 40 släkten.
Till de dvärgkvalster som är skadedjur på kulturväxter hör bland annat cyklamenkvalster, jordgubbskvalster, narcisskvalster och toppskottskvalster. Ett parasitiskt dvärgkvalster och skadedjur inom biodling är trakékvalster (Acarapis woodi) som angriper honungsbin.

## Underfamiljer
- Pseudotarsonemoidinae
- Acarapinae
- Tarsoneminae

Släkten i urval (detta är inte en komplett lista med släkten, fler finns)
- Acarapis
- Polyphagotarsonemus
- Steneotarsonemus
- Suskia
- Tarsonemus

## Bildgalleri

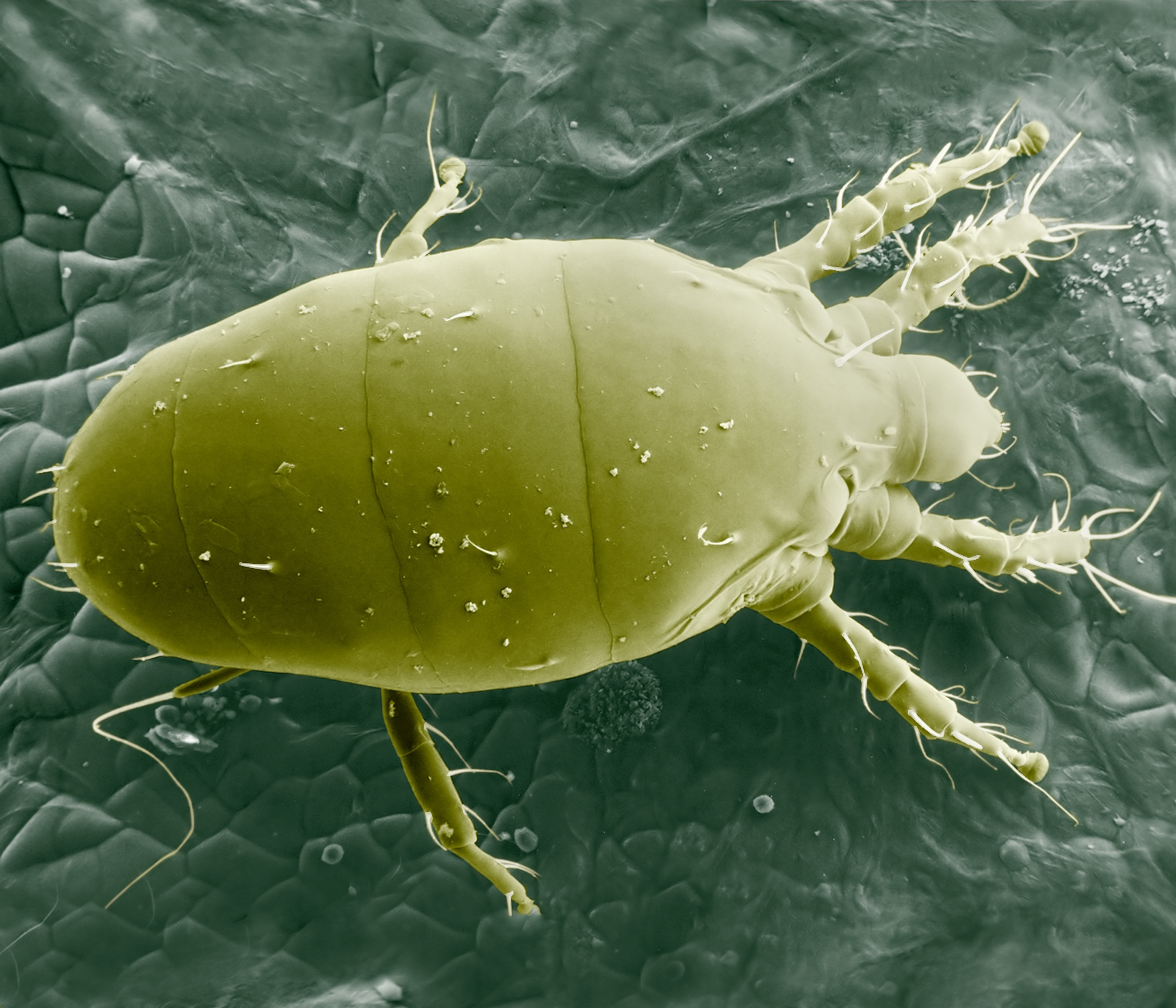
Polyphagotarsonemus latus, toppskottkvalster eller begoniakvalster.
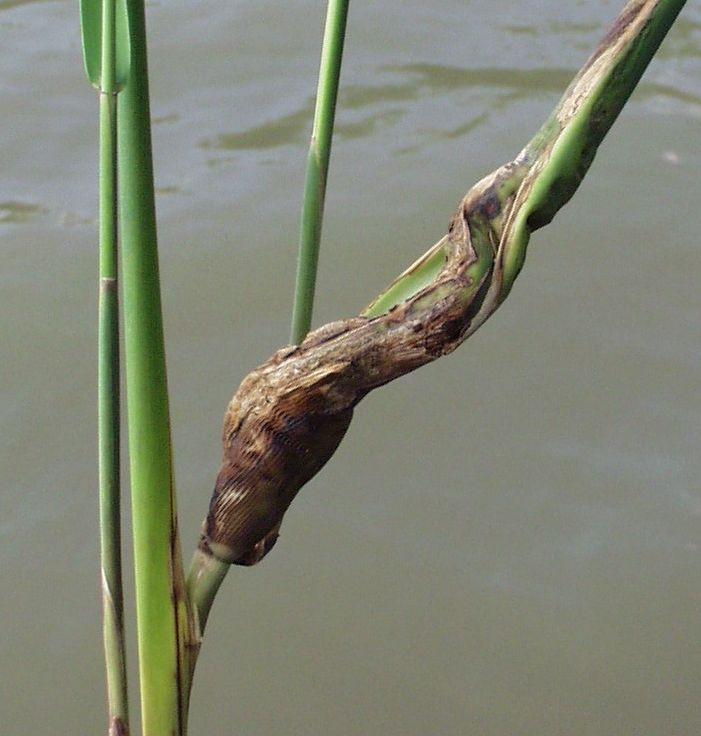
Vass angripet av Steneotarsonemus phragmitidis, vasslöpkvalster.